# Madame (powieść)
Madame. Romans edukacyjny – powieść Antoniego Libery opublikowana w 1998 roku. Akcja utworu rozgrywa się w czasach PRL i opowiada o niespełnionej miłości utalentowanego ucznia do nauczycielki francuskiego, tytułowej Madame. Powieść została wyłoniona do publikacji w I edycji konkursu na powieść przeprowadzonego przez wydawnictwo Znak.
Krytycy (m.in. Krzysztof Masłoń, Zbigniew Mentzel, Paweł Huelle) chwalili powieść za językową elegancję, bogactwo, piękno opowieści o niespełnionej miłości i młodym artyście oraz interpretowali ją jako grę literacką, mityzację biografii głównego bohatera oraz opowieść historiozoficzną. Z kolei Przemysław Czapliński zarzucał powieści tworzenie uproszczonego i wygodnego obrazu PRL, a postawę głównego bohatera interpretował jako strategię artystycznej izolacji od politycznej rzeczywistości.
W 1999 roku książka otrzymała Nagrodę im. Andrzeja Kijowskiego.